# Dotorimuk
El dotorimuk, también transliterado tot'orimuk, o gelatina de bellota es una receta coreana consistente en gelatina elaborada con almidón de bellota. Aunque muk significa ‘gelatina’, cuando se usa si calificativos suele aludir al dotorimuk. La costumbre de hacer dotorimuk surgió en las zonas montañosas de la antigua Corea, cuando tales regiones tenía abundancia de robles y la cantidad de bellota producida cada otoño era suficiente para constituir una fuente de alimento. Como otros muks, el dotorimuk suele comerse en forma de dotorimuk muchim (도토리묵무침), un banchan (acompañamiento) de trocitos de dotorimuk condimentados y mezclados con otros ingredientes como rodajas de zanahoria y cebolleta, ajo, salsa de soja, aceite de sésamo, guindilla en polvo y semillas de sésamo.
El dotorimuk fue ampliamente comido en Corea durante la guerra de Corea, cuando millones de personas fueron desplazados y padecieron hambrunas. Por esto pasó a estar asociado con la pobreza, y la mayoría de la gente que podía permitírselo comía memilmuk u otras gelatinas en su lugar. Sin embargo, en los últimos años ha sido redescubierto como un alimento saludable.

## Producción

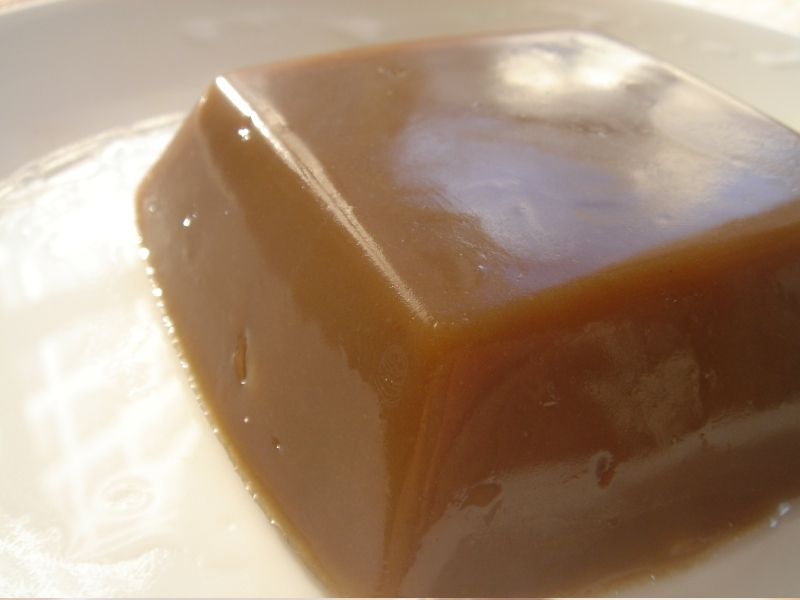
Dotorimuk sin condimentar.

A pesar de ser una rica fuente de almidón y proteína, la bellota contiene grandes cantidades de taninos y otros polifenoles, que evitan que el cuerpo humano digiera la comida apropiadamente. Como tales, las bellotas recolectadas deben tratarse adecuadamente para eliminar los taninos antes de consumirla. Las bellotas se recogen directamente del suelo o se dejan caer de las ramas del árbol. Las bellotas recogidas se abren y el fruto se muelen en una pasta marrón anaranjada. La pasta se remueve en tinas de agua de forma que la fibra de la bellota se separe del almidón por tamizado y depósito.
El almidón suspendido en el líquido se recoge separándolo de la fibra y se deja reposar de forma que los taninos salgan de la pasta. El tiempo de reposo depende de la cantidad de taninos en la pasta, pero el proceso suele requerir varios cambios de agua para purgar adecuadamente todas las sustancias nocivas.
La pasta de almidón de bellota libre de taninos queda con un color blanquecino, y se deja reposar hasta asentarse en el fondo de la cuba. Se retira el agua, y la pasta se recoge en bandejas para secarla. La pasta seca de almidón se pulveriza entonces y se envasa para venderla. El dotorimuk también se comercializa en polvo, que debe mezclarse con agua y cocerse hasta que adquiere consistencia de pudin, sirviéndose entonces en un plato.